# Rhynchopus amitus
Rhynchopus amitus is een soort in de taxonomische indeling van de Euglenozoa. Deze micro-organismen zijn eencellig en meestal rond de 15-40 mm groot. Het organisme komt uit het geslacht Rhynchopus en behoort tot de familie Rhynchopodaceae. Rhynchopus amitus werd in 1948 ontdekt door Skuja.